# 섹스, 파티 그리고 거짓말
섹스, 파티 그리고 거짓말(Mentiras Y Gordas, Sex, Party And Lies)은 스페인에서 제작된 알폰소 알바세테, 데이빗 멘케스 감독의 2009년 코미디 영화이다. 마리오 카사스 등이 주연으로 출연하였고 제라르도 헤르레로 등이 제작에 참여하였다.

## 출연

### 주연
- 마리오 카사스
- 아나 데 아르마스
- 욘 곤잘레즈
- 아나 폴보로사

### 조연
- 에시어 엑센디아
- 엘레나 데 프루토스
- 미리암 지오바넬리
- 맥시 이글레시아스
- 듀나 조브
- 에스메랄다 모야
- 마리에타 오로즈코
- 알레조 사우라스
- 휴고 실바
- 마릴린 토레스

## 제작진
- 의상: 크리스티나 로드리게즈
- 배역: 카밀라-발렌티네 이솔라